# Margherita Beloch Piazzolla
Margherita Alvina Beloch Piazzolla (Frascati, 12 luglio 1879 – Roma, 1976) è stata una matematica italiana.
Ideò nuovi metodi di fotogrammetria in campo medico, röntgenfotogrammetria, atti a elaborare oggetti tridimensionali tramite immagini radiografiche. Tale metodo venne utilizzato in medicina per visualizzare gli organi interni della persona.

## Biografia
Margherita Alvina Beloch nacque da una coppia di origine non italiana che vantava amicizia con Abraham Lincoln: la madre Bella Bailey era americana, il padre Karl Julius Beloch invece era tedesco e assunse nazionalità italiana ad età avanzata, dopo aver insegnato per cinquant'anni a Roma. La madre era figlia del giornalista ed abolizionista Gamaliel Bailey. Ebbe anche una sorella, Dorotea, dedicata alla lirica e allieva di Pietro Mascagni. Margherita Beloch si è rivelata anche poeta (come la nonna paterna) e librettista. Infatti collaborò con la sorella scrivendo i testi de Il giardino incantato e La figlia dei salci, una fantasia lirica in due quadri, su musiche di Dorotea.
Margherita fu allieva di Guido Castelnuovo, frequentando il corso di laurea in matematica a Roma. Si laureò nel 1908 con una tesi di laurea dedicata alle trasformazioni birazionali nello spazio, Sulle trasformazioni birazionali nello spazio, pubblicata nel 1909 negli Annali di matematica pura e applicata. Castelnuovo la nominò assistente volontaria per la cattedra di geometria analitica e proiettiva; venne poi nominata assistente di geometria descrittiva prima nel 1919 all'Università di Pavia e poi nel 1920 all'Università di Palermo, dove lavorò con Michele de Franchis. Nel 1924 acquisì la libera docenza e nel 1927, all'Università di Ferrara, vinse il concorso a cattedra di geometria, superando Nicolò Spampinato ed Enea Bortolotti, e lì lavorò fino al pensionamento con incarico degli insegnamenti di geometria descrittiva, geometria superiore, matematiche complementari e matematiche superiori. Divenne professoressa fuori ruolo nel 1949 e a riposo nel 1954. Non terminò comunque la sua attività di ricerca, tanto che nel 1955 fu insignita del titolo di professoressa emerita, continuando la sua attività di ricerca scientifica. Tornò a Roma dove passò gli ultimi anni della sua vita riorganizzando i lavori del padre, dove morì nel 1976.
Nel 1916 si sposa a Roma con Ruggiero Piazzolla. 
I suoi lavori si focalizzano su tre settori della matematica: la geometria algebrica, la topologia algebrica e la fotogrammetria. In particolare i suoi lavori sulla fotogrammetria riguardano:
- aerofotogrammetria
- röntgenfotogrammetria
- applicazioni fotogrammetriche non topografiche.[4]

## Opere
- Esercizi di geometria analitica e proiettiva, Palermo, Casa Ed. D. Capozzi, 1923, BN 1924 2648
- Sulle superficie iperellittiche di rango 3, Roma,  R. Accademia Naz. Dei Lincei, 1931, BN 1932 3924
- Elementi di fotogrammetria terrestre ed aerea, Padova, CEDAM, 1934, BN 1934 6917
- Teoria diametrale delle curve algebriche piane, Ferrara, S.A.I.G., 1949
- Lezioni di matematica complementare, Istituto di geometria dell'Università di Ferrara, 1953
- Opere scelte: Fotogrammetria, geometria algebrica, topologia a cura della Società italiana di fotogrammetria, Padova, CEDAM, 1967, BN 678912
- Il giardino incantato
- La figlia dei salci

### Collaborazioni
- Sulle trasformazioni birazionali nello spazio, incluso in Annuale di Matematica pura ed applicata, (3), n.16, 1909, pp. 27–68.
- Sulla configurazione delle curve situate sopra quadriche e in particolare sulla configurazione delle curve algebriche sghembe col Massimo numero dei circuiti, incluso in Rendiconti della R. Accademia dei Lincei, Classe di scienze fisiche, matematiche e naturali, vol. 22., s. 5., 2. sem., fasc. 2.-3., Roma, Tip. R. Accademia Dei Lincei, 1913
- Nuovo metodo per la classificazione delle curve situate sopra superficie cubiche, incluso in Giornale di matematica, n.59, 1921, pp. 47–72; e incluso Bollettino dell'Unione Matematici Italiani, 3, 1924, pp. 69–70.
- Sulle superficie iperellittiche del IV ordine con 15 punti doppi, incluso in Rendiconti del Circolo Matematico di Palermo, n.47, 1923, pp. 182–192.
- Sulle superficie iperellittiche del IV ordine con 14 punti doppi, incluso in Rendiconti del Circolo Matematico di Palermo, n.48, 1924, pp. 41–96.
- Costruzioni di curve sghembe aventi il massimo numero di circuiti, incluso in Annuale di Matematica pura ed applicata, (4), n. 2, 1925, pp. 203–216;e incluso Bollettino dell'Unione Matematici Italiani, 3, 1924, p. 218.
- Sulla risoluzione di un problema di aero-fotogrammetria, incluso in Rendiconti della R. Accademia nazionale dei Lincei, Classe di scienze fisiche, matematiche e naturali, vol. 18, ser. 6, 2 sem., fasc. 1-2, Roma, G. Bardi, 1933
- Roentgenfotogrammetria: conferenza tenuta al 1. Corso di cultura in fotogrammetria il 4 aprile 1935, incluso in Archivio di radioterapia e biofisica, radiologia e fisica medica, vol. 3., sez. 1, Milano, 1936
- Sull'impiego della fotografia per misurazioni biometriche, incluso in Atti dell'Accademia delle scienze di Ferrara, Ferrara, S.A. Industrie grafiche, 1938
- Sopra un nuovo metodo di Roentgen-fotogrammetria e Determinazione con mezzi puramente meccanici di misure Roentgen-fotogrammetriche, inclusi in Nuntius radiologicus, Siena, Stab. Grafico Combattenti, 1938
- Determinazione grafica elementare dell'orientamento esterno di una fotografia aerea, incluso in Rivista del catasto e dei servizi tecnici erariali, n. 5, Roma, Istituto poligrafico dello Stato, Libreria, 1938
- Sulle prese simultanee nella Roentgen-fotogrammetria e sull'applicazione della Roentgenfotogrammetria a misurazioni biometriche, incluso in Atti dell'Accademia delle scienze di Ferrara, Ferrara, S.A. Industrie Grafiche, 1938* Triangolazione aerea grafica di terreni pianeggianti: comunicazione al 7. Congresso internazionale di fotogrammetria, Washington, 1952, incluso in Estr. da: Bollettino SIFET, n. 1, Spoleto, Arti grafiche Panetto & Petrelli, 1953
- Sull'aerotriangolazione grafica di terreni pianeggianti, incluso in Rivista del catasto e dei servizi tecnici erariali, n. 4, Roma, Istituto poligrafico dello Stato, Libreria, 1954
- Identificazione strumentale di coppie di punti omologhi sulle immagini fotografiche delle traiettorie di proiettili e missili, incluso in Rivista del catasto e dei servizi tecnici erariali, a. 9, n. 3, Roma, Istituto poligrafico dello Stato, Libreria, 1954[5]